# ATP Challenger Bergen
Der ATP Challenger Bergen (offiziell: Bergen Challenger) war ein Tennisturnier, das von 1985 bis 1990 jährlich in Bergen, Norwegen, stattfand. Es gehörte zur ATP Challenger Tour und wurde im Freien auf Sand gespielt. Jonas Svensson ist mit je einem Titel im Einzel und Doppel der einzige mehrfache Gewinner.

## Liste der Sieger

### Einzel
| Jahr     | Sieger          | Finalgegner       | Ergebnis      |
| -------- | --------------- | ----------------- | ------------- |
| 1990     | Alexander Mronz | Jan Gunnarsson    | 6:4, 6:4      |
| 1989     | Jan Gunnarsson  | Brad Pearce       | 6:3, 7:6      |
| 1988     | Tom Nijssen     | Grant Connell     | 6:3, 6:1      |
| 1987     | Patrik Kühnen   | Grant Connell     | 6:4, 3:6, 7:6 |
| 1986 (2) | Peter Fleming   | Jan Gunnarsson    | 6:4, 6:1      |
| 1986 (1) | Mark Buckley    | Christer Allgårdh | 1:6, 7:6, 6:2 |
| 1985 (2) | Peter Lundgren  | Jan Gunnarsson    | 5:7, 7:6, 7:6 |
| 1985 (1) | Jonas Svensson  | Peter Svensson    | 6:2, 7:6      |

### Doppel
| Jahr     | Sieger                        | Finalgegner                        | Ergebnis      |
| -------- | ----------------------------- | ---------------------------------- | ------------- |
| 1990     | Jeff Brown Anders Järryd      | Charles Beckman Luke Jensen        | 6:3, 7:6      |
| 1989     | Grant Connell Scott Warner    | Rikard Bergh Kelly Jones           | 7:5, 6:4      |
| 1988     | Petr Korda Cyril Suk          | Andrew Castle Tobias Svantesson    | 7:6, 7:6      |
| 1987     | Nduka Odizor Ben Testerman    | Jan Gunnarsson Michael Mortensen   | 6:3, 6:4      |
| 1986 (2) | Kelly Jones David Livingston  | Peter Bastiansen Patrik Kühnen     | 6:7, 7:6, 7:5 |
| 1986 (1) | Christer Allgårdh Gilad Bloom | Stephan Medem Harald Rittersbacher | 6:4, 4:6, 6:4 |
| 1985 (2) | George Kalovelonis John Letts | Peter Carlsson Johan Carlsson      | 7:5, 6:3      |
| 1985 (1) | Peter Svensson Jonas Svensson | Stefan Eriksson Peter Lundgren     | 7:6, 4:6, 6:3 |